# Starlink
Starlink è una costellazione di satelliti attualmente in costruzione dal produttore privato aerospaziale statunitense SpaceX per l'accesso a internet satellitare globale in banda larga a bassa latenza. La costellazione sarà costituita da migliaia di satelliti miniaturizzati prodotti in massa, collocati in orbita terrestre bassa (LEO), che lavoreranno in sintonia con ricetrasmettitori terrestri. SpaceX è intenzionata, inoltre, alla commercializzazione di alcuni dei suoi satelliti per scopi militari, scientifici ed esplorativi.
Sono state sollevate preoccupazioni riguardo agli effetti e ai danni a lungo termine dei detriti spaziali, conseguenti dal rilascio di migliaia di satelliti in orbite al di sopra dei 1000 km. Successivamente è stato deciso di utilizzare orbite intorno ai 550 km, relativamente più sicure perché consentono ai detriti di decadere in tempi minori. Altre critiche sono relative a un possibile impatto negativo nelle attività di astronomia osservativa, che SpaceX ha annunciato di voler risolvere. A giugno 2020, uno dei satelliti della costellazione ha un rivestimento sperimentale studiato appositamente per renderlo meno riflettente e quindi meno visibile a osservazioni astronomiche da terra.
Il costo totale dalla progettazione alla realizzazione fino a regime, in un periodo di 10 anni, è stato stimato da SpaceX nel maggio del 2018 pari a 10 miliardi di dollari statunitensi.
Il percorso di sviluppo del prodotto è iniziato nel 2015, con i primi due voli di prova dei prototipi di satelliti lanciati nel febbraio 2018. Il primo lancio per il dispiegamento di una parte della costellazione, è avvenuto il 24 maggio 2019 con i primi 60 satelliti portati con successo in orbita. La sede di sviluppo dei satelliti di SpaceX è a Redmond (Washington), dove risiedono strutture di ricerca, progettazione, costruzione e controllo operativo.

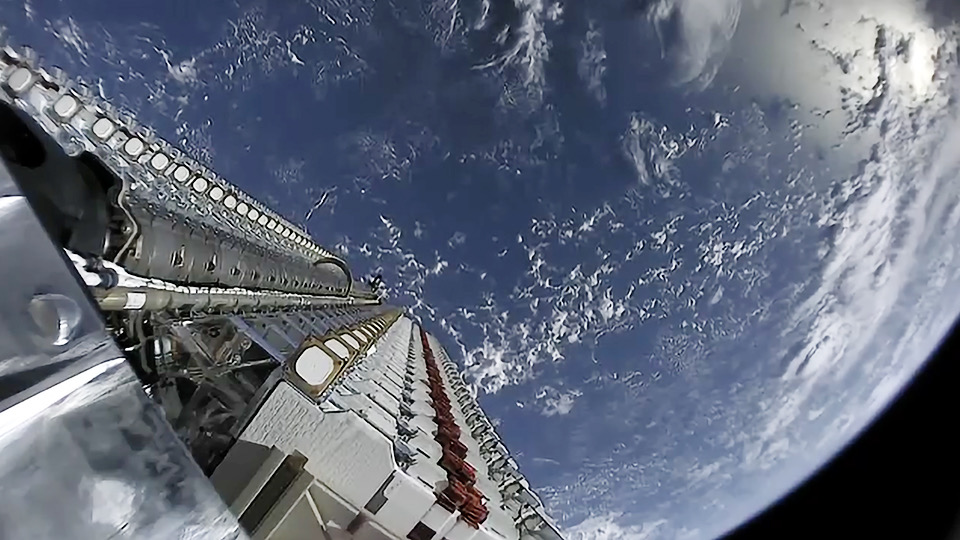
Vista sui 60 satelliti Starlink impilati, poco prima del dispiegamento, durante il lancio del 24 maggio 2019.

A marzo 2025, dopo il lancio del 240° lotto di 21 satelliti da parte di SpaceX, il numero totale di satelliti posti in orbita è 8049.
SpaceX ha attivato un servizio privato in beta negli Stati Uniti ad agosto 2020 e ha lanciato un servizio pubblico, sempre in beta, ad ottobre 2020, attivo solo ad alte latitudini. 
Da febbraio 2021 il servizio è attivo su pre-ordinazione anche in Italia, il costo di abbonamento mensile è di 40€ compreso il kit.

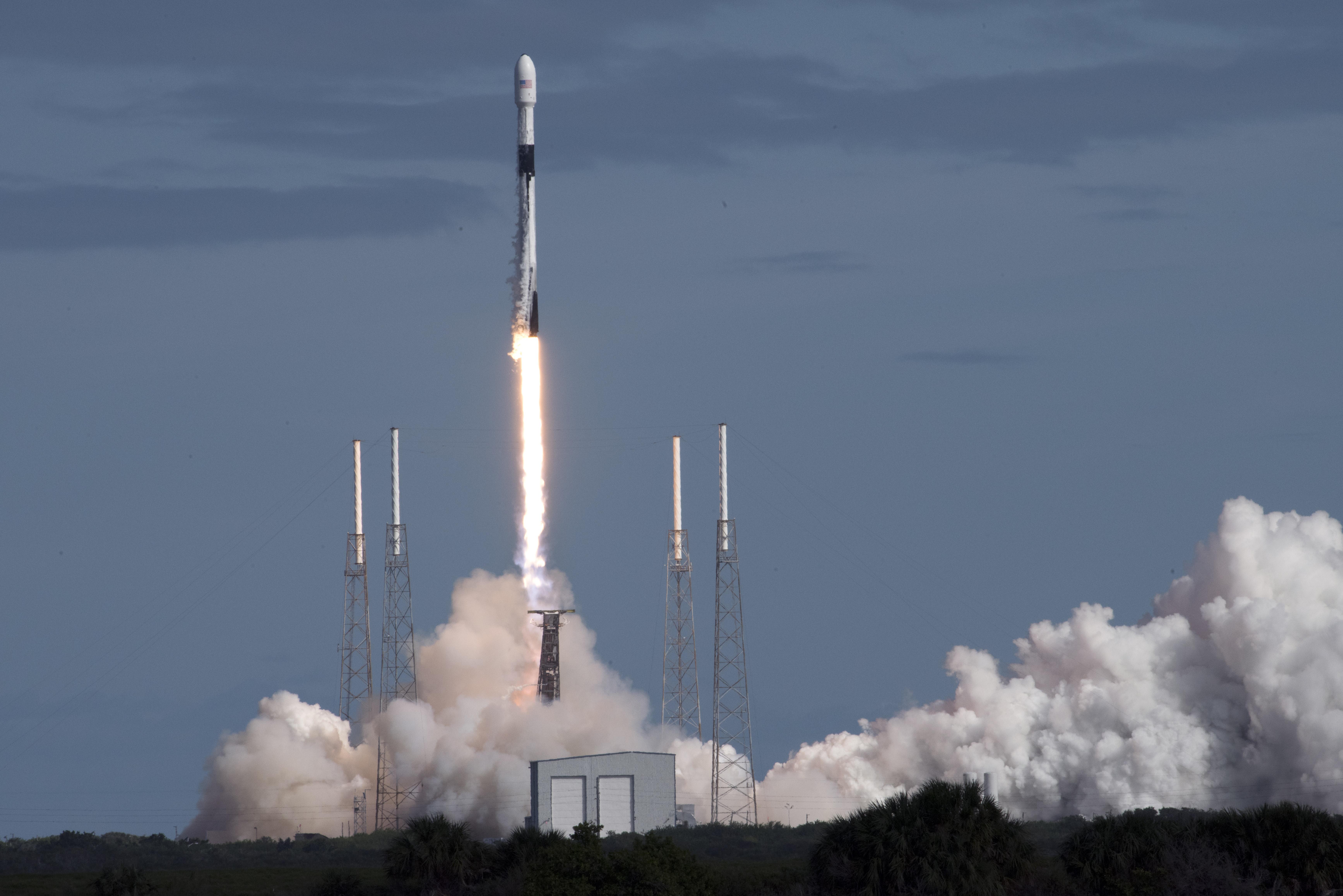
Lancio della missione Starlink 1 a Cape Canaveral in Florida con i primi 60 satelliti operativi stivati a bordo di un Falcon 9, 11 novembre 2019.

## Descrizione

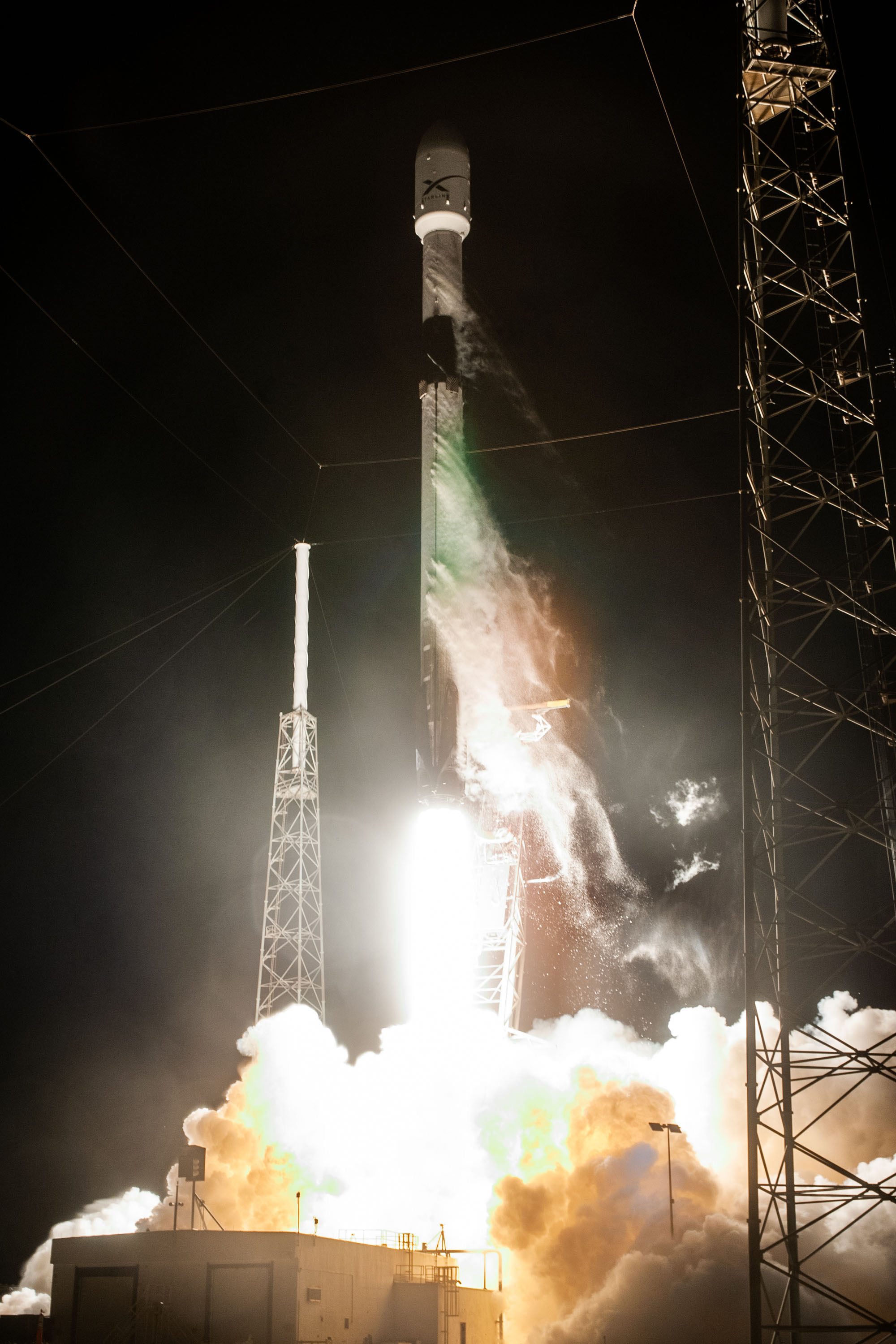
Partenza del vettore Falcon 9 con i primi 60 satelliti di test della costellazione

Il progetto Starlink prevede di lanciare quasi 12000 mini-satelliti per offrire un servizio Internet ad alta velocità, che si distinguerebbe per la ridotta latenza dalle attuali offerte Internet via satellite, basate su grandi satelliti posti in orbita geostazionaria. Il tempo di latenza dovrebbe essere di 25-35 ms, le attuali tecnologie arrivano a latenze di 600 ms. Secondo SpaceX il progetto risponde a un'esigenza dettata dalla crescita di nuovi utilizzi di Internet come i videogiochi in rete e le chiamate in videoconferenza.
II progetto, che porterà a un aumento di dieci volte del numero attuale di satelliti operativi in orbita bassa, è contestato dagli altri operatori satellitari, in particolare perché potrebbe comportare un significativo aumento del rischio di collisione. Le tecniche utilizzate sono già in fase di implementazione da parte delle costellazioni Iridium e Globalstar (telefono satellitare), LeoSat (collegamento punto-punto) ma soprattutto da un progetto che ha esattamente lo stesso obiettivo di Starlink, OneWeb, che, a marzo 2025, tramite la nuova azienda chiamata "Eutelsat Group" con le sussidiarie "Eutelsat" e "Eutelsat OneWeb", gestisce una costellazione di 650 satelliti in orbita terrestre bassa (LEO) che forniscono connettività internet a vari clienti aziendali, e che punta a sostituire la rete Starlink in Ucraina.

## Storia

### Piano iniziale
Il progetto Starlink è stato presentato nel gennaio 2015, e nel 2016 è stata creata una struttura dedicata a Redmond, vicino a Seattle. I piani iniziali prevedevano di ultimare la realizzazione della costellazione entro il 2020, ma le modifiche delle specifiche tecniche stanno trascinando il calendario. Nel febbraio 2018 sono messi in orbita due prototipi chiamati Tintin A e Tintin B per verificare le tecnologie che verranno utilizzate ed eseguire le attività di dimostrazione richieste dalla United States Communications Regulatory Authority (FCC). Nel marzo 2018 la FCC ha autorizzato il lancio di un terzo della costellazione a condizione che i risultati dei test fossero soddisfacenti.

### Una prima costellazione 1600 satelliti

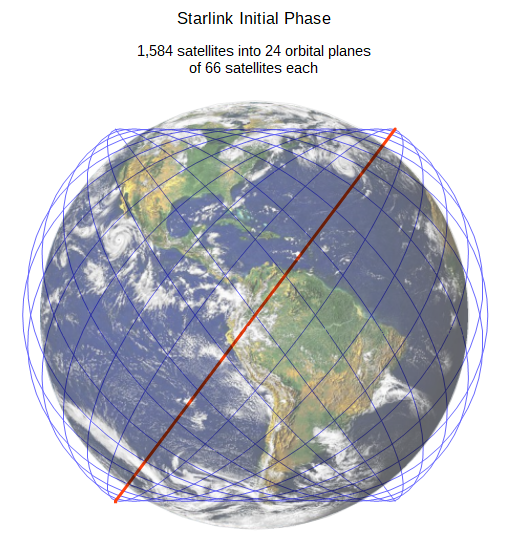
24 orbital

Il piano iniziale prevedeva lo schieramento di 12 000 satelliti ad una quota tra i 1100 e i 1300 km di altitudine. Ma i progetti delle aziende concorrenti hanno costretto SpaceX ad accelerare il suo progetto e nell'autunno del 2018, l'azienda ha annunciato di lanciare una prima costellazione di 1600 satelliti ad un'orbita inferiore (550 chilometri). Inoltre, i satelliti sono stati semplificati in modo da trasmettere, anziché in entrambe le bande Ku e Ka, solo in banda Ku. 

### Obiettivi commerciali
Per il 2025 SpaceX prevede 40 milioni di abbonati, generando un fatturato di 30 miliardi di dollari (750 dollari l'anno per abbonamento). Il costo di sviluppo e implementazione del sistema è stimato in 10 miliardi di dollari.

## Lancio dei satelliti operativi (2019 - in corso)
Il primo lancio massiccio di 60 satelliti è stato effettuato nel maggio 2019 con un solo razzo Falcon 9 Block 5, che nonostante il suo carico utile totale di 13620 kg (esclusi gli adattatori e i meccanismi di spiegamento) dovrebbe avere propellenti sufficienti per consentire l'atterraggio e il riutilizzo del primo stadio. Questi 60 satelliti fanno parte di una sotto-serie (blocco V0.9) di 75 prototipi che non hanno un sistema di collegamento inter-satellitare. Essi dovrebbero definire gli aspetti progettuali rimanenti verificando le procedure di posizionamento in orbita e di disorbitazione e le procedure operative. Fanno parte della prima fase dello schieramento della costellazione di Starlink, che coinvolge 1584 satelliti da collocare in un'orbita di 550 km con un'inclinazione orbitale di 53°. I satelliti in questo guscio orbitale devono essere distribuiti su 40 diversi piani orbitali costituiti da 66 satelliti ciascuno. Lo schieramento dei satelliti di questa fase richiederà l'uso di 24 lanciatori Falcon 9. Per poter fornire un servizio minimo, devono essere messi in orbita almeno 360 satelliti.
| Lancio n. | Missione    | COSPAR ID | Data e ora (UTC) | Lanciatore       | Sito di lancio     | Orbita              | Orbita                  | Quantità schierata | Quantità schierata | Esito       |
| Lancio n. | Missione    | COSPAR ID | Data e ora (UTC) | Lanciatore       | Sito di lancio     | Quota orbitale (km) | Inclinazione (in gradi) | Schierati          | Operativi          | Esito       |
| --------- | ----------- | --------- | --- | ---------------- | ------------------ | ------------------- | ----------------------- | ------------------ | ------------------ | ----------- |
| –         | Tintin v0.1 | 2018-020  | 22 febbraio 2018, 14:17 | F9 FT ♺ B1038.2  | Vandenberg, SLC-4E | 514                 | 97.5°                   | 2                  | 0                  | Riuscito    |
| –         | Tintin v0.1 | 2018-020  | Due satelliti di prova noti come Tintin A e B (MicroSat-2a e 2b) che sono stati dispiegati come supplementi per il satellite Paz. Al 1 settembre 2020, entrambi i satelliti sono decaduti dall'orbita e rientrati in atmosfera. |                  |                    |                     |                         |                    |                    |             |
| 1         | v0.9        | 2019-029  | 24 Maggio 2019, 02:30 | F9 B5 ♺ B1049.3  | CCAFS SLC-40       | 440-550             | 53.0°                   | 60                 | 0                  | Riuscito    |
| 1         | v0.9        | 2019-029  | Primo lancio di 60 satelliti di prova per la costellazione Starlink di SpaceX. Definiti "design di produzione", sono stati utilizzati per testare vari aspetti della rete, tra cui la deorbitazione. Non dispongono delle capacità di interconnessione satellitare previste e comunicano solo con le antenne sulla Terra. Un giorno dopo il lancio un astronomo amatoriale nei Paesi Bassi è stato uno dei primi a pubblicare un video che mostra i satelliti che volano nel cielo come un "treno" di luci brillanti. A cinque settimane dal lancio, 57 dei 60 satelliti erano "in buona salute", mentre 3 erano diventati non operativi e abbandonati, ma deorbiteranno per l'attrito con atmosferica. Al 17 settembre 2020, la maggior parte dei satelliti è decaduta dall'orbita oppure a quota orbitale molto più bassa. |                  |                    |                     |                         |                    |                    |             |
| 2         | v1.0 L1     | 2019-074  | 11 Novembre 2019, 14:56 | F9 B5 ♺ B1048.4  | CCAFS SLC-40       | 550                 | 53.0°                   | 60                 | 54                 | Riuscito    |
| 2         | v1.0 L1     | 2019-074  | Primo lancio di satelliti "operativi" Starlink (v1.0), con una massa aumentata di 260 kg ciascuno e comprendenti antenne in banda Ka. I satelliti sono stati rilasciati in un'orbita circolare a circa 290 km di altitudine, da cui poi hanno aumentato in maniera autonoma. |                  |                    |                     |                         |                    |                    |             |
| 3         | v1.0 L2     | 2020-001  | 7 Gennaio 2020, 02:19 | F9 B5 ♺ B1049.4  | CCAFS SLC-40       | 550                 | 53.0°                   | 60                 | 53                 | Riuscito    |
| 3         | v1.0 L2     | 2020-001  | Uno dei satelliti, è dotato di DarkSat: un rivestimento sperimentale per rendere minore l'effetto riflettente e quindi ridurre l'impatto sulle osservazioni astronomiche da terra. |                  |                    |                     |                         |                    |                    |             |
| 4         | v1.0 L3     | 2020-006  | 29 Gennaio 2020, 14:06 | F9 B5 ♺ B1051.3  | CCAFS SLC-40       | 550                 | 53.0°                   | 60                 | 54                 | Riuscito    |
| 5         | v1.0 L4     | 2020-012  | 17 Febbraio 2020, 15:05 | F9 B5 ♺ B1056.4  | CCAFS SLC-40       | 550                 | 53.0°                   | 60                 | 57                 | Riuscito    |
| 5         | v1.0 L4     | 2020-012  | Per la prima volta i satelliti sono stati dispiegati in un'orbita ellittica (212 × 386 km). |                  |                    |                     |                         |                    |                    |             |
| 6         | v1.0 L5     | 2020-019  | 18 Marzo 2020, 12:16:39 | F9 B5 ♺ B1048.5  | KSC, LC-39A        | 550                 | 53.0°                   | 60                 | 56                 | Riuscito    |
| 7         | v1.0 L6     | 2020-025  | 22 Aprile 2020, 19:30:30 | F9 B5 ♺ B1051.4  | KSC, LC-39A        | 550                 | 53.0°                   | 60                 | 58                 | Riuscito    |
| 8         | v1.0 L7     | 2020-035  | 4 Giugno 2020, 01:25:00 | F9 B5 ♺ B1049.5  | CCAFS SLC-40       | 550                 | 53.0°                   | 60                 | 58                 | Riuscito    |
| 8         | v1.0 L7     | 2020-035  | Uno dei satelliti, soprannominato VisorSat, è provvisto di schermo solare per ridurre l'impatto sulle osservazioni astronomiche da terra. |                  |                    |                     |                         |                    |                    |             |
| 9         | v1.0 L8     | 2020-038  | 13 Giugno 2020, 09:21:18 | F9 B5 ♺ B1059.3  | CCAFS SLC-40       | 550                 | 53.0°                   | 58                 | 58                 | Riuscito    |
| 9         | v1.0 L8     | 2020-038  | Primo lancio condiviso (rideshare) di Starlink, che porta in orbita solo 58 satelliti di SpaceX più tre satelliti per l'osservazione della terra, della Planet Labs e gli SkySats 16-18. |                  |                    |                     |                         |                    |                    |             |
| 10        | v1.0 L9     | 2020-055  | 7 Agosto 2020, 05:12:05 | F9 B5 ♺ B1051.5  | KSC, LC-39A        | 550                 | 53.0°                   | 57                 | 57                 | Riuscito    |
| 10        | v1.0 L9     | 2020-055  | Lancio condiviso (rideshare payload): due satelliti della Black Sky Aerospace, prendono parte del carico condiviso. A tutti i satelliti Starlink è previsto lo schermo solare (VisorSat) collaudato in un singolo satellite durante il lancio del 4 giugno 2020. |                  |                    |                     |                         |                    |                    |             |
| 11        | v1.0 L10    | 2020-057  | 18 Agosto 2020, 14:31:16 | F9 B5 ♺ B1049.6  | CCAFS SLC-40       | 550                 | 53.0°                   | 58                 | 58                 | Riuscito    |
| 11        | v1.0 L10    | 2020-057  | Lancio condiviso (rideshare payload): satelliti per telerilevamento della Planet Labs e SkySats 19-21. |                  |                    |                     |                         |                    |                    |             |
| 12        | v1.0 L11    | 2020-062  | 3 Settembre 2020, 12:46:14 | F9 B5 ♺ B1060.2  | KSC, LC-39A        | 550                 | 53.0°                   | 60                 | 59                 | Riuscito    |
| 13        | v1.0 L12    | 2020-070  | 6 Ottobre 2020, 11:29:34 | F9 B5 ♺ B1058.3  | KSC, LC-39A        | 550                 | 53.0°                   | 60                 | 59                 | Riuscito    |
| 14        | v1.0 L13    | 2020-073  | 18 Ottobre 2020, 12:25:57 | F9 B5 ♺ B1051.6  | KSC, LC-39A        | 550                 | 53.0°                   | 60                 | 57                 | Riuscito    |
| 15        | v1.0 L14    | 2020-074  | 24 Ottobre 2020, 15:31:34 | F9 B5 ♺ B1060.3  | CCAFS SLC-40       | 550                 | 53.0°                   | 60                 | 57                 | Riuscito    |
| 16        | v1.0 L15    | 2020-088  | 25 Novembre 2020, 02:13:12 | F9 B5 ♺ B1049.7  | CCAFS SLC-40       | 550                 | 53.0°                   | 60                 | 59                 | Riuscito    |
| 17        | v1.0 L16    | 2021-005  | 20 Gennaio 2021, 13:02:00 | F9 B5 ♺ B1051.8  | KSC, LC-39A        | 550                 | 53.0°                   | 60                 | 60                 | Riuscito    |
| –         | v1.0 Tr-1   | 2021-006  | 24 Gennaio 2021, 15:00:00 | F9 B5 ♺ B1058.5  | CCAFS SLC-40       | 560                 | 97.5°                   | 10                 | 10                 | Riuscito    |
| –         | v1.0 Tr-1   | 2021-006  | Parte di Transporter-1 (SmallSat Rideshare Mission 1). Primo lancio di satelliti Starlink in orbita polare. |                  |                    |                     |                         |                    |                    |             |
| 18        | v1.0 L18    | 2021-009  | 4 Febbraio 2021, 06:19:00 | F9 B5 ♺ B1060.5  | CCAFS SLC-40       | 550                 | 53.0°                   | 60                 | 60                 | Riuscito    |
| 19        | v1.0 L19    | 2021-012  | 16 Febbraio 2021, 03:59:37 | F9 B5 ♺ B1059.6  | CCAFS SLC-40       | 550                 | 53.0°                   | 60                 | 60                 | Riuscito    |
| 19        | v1.0 L19    | 2021-012  | La SpaceX perde il booster del primo stadio del Falcon 9 durante la fase rientro sull’Oceano atlantico. |                  |                    |                     |                         |                    |                    |             |
| 20        | v1.0 L17    | 2021-017  | 4 Marzo 2021, 08:24:54 | F9 B5 ♺ B1049.8  | KSC, LC-39A        | 550                 | 53.0°                   | 60                 | 60                 | Riuscito    |
| 20        | v1.0 L17    | 2021-017  | Il secondo stadio non è riuscito a deorbitare autonomamente, è rientrato il 26 marzo sopra l'Oregon e sopra lo stato di Washington negli Stati Uniti. |                  |                    |                     |                         |                    |                    |             |
| 21        | v1.0 L20    | 2021-018  | 11 Marzo 2021, 08:13:29 | F9 B5 ♺ B1058.6  | CCAFS SLC-40       | 550                 | 53.0°                   | 60                 | 60                 | Riuscito    |
| 22        | v1.0 L21    | 2021-021  | 14 Marzo 2021, 10:01:26 | F9 B5 ♺ B1051.9  | KSC, LC-39A        | 550                 | 53.0°                   | 60                 | 60                 | Riuscito    |
| 23        | v1.0 L22    | 2021-024  | 24 Marzo 2021, 08:28:24 | F9 B5 ♺ B1060.6  | CCAFS SLC-40       | 550                 | 53.0°                   | 60                 | 60                 | Riuscito    |
| 24        | v1.0 L23    | 2021-027  | 7 Aprile 2021, 16:34:18 | F9 B5 ♺ B1058.7  | CCAFS SLC-40       | 550                 | 53.0°                   | 60                 | 60                 | Riuscito    |
| 25        | v1.0 L24    | 2021-036  | 29 Aprile 2021, 03:44:00 | F9 B5 ♺ B1060.7  | CCAFS SLC-40       | 550                 | 53.0°                   | 60                 | 60                 | Riuscito    |
| 26        | v1.0 L25    | 2021-038  | 4 Maggio 2021, 19:01 | F9 B5 ♺ B1049.9  | KSC, LC-39A        | 550                 | 53.0°                   | 60                 | 60                 | Riuscito    |
| 27        | v1.0 L27    | 2021-040  | 9 Maggio 2021, 06:42 | F9 B5 ♺ B1051.10 | CCAFS SLC-40       | 550                 | 53.0°                   | 60                 | 60                 | Riuscito    |
| 28        | v1.0 L26    | 2021-041  | 15 Maggio 2021, 22:56 | F9 B5 ♺ B1058.8  | KSC, LC-39A        | 569-582             | 53.0°                   | 52                 | 52                 | Riuscito    |
| 28        | v1.0 L26    | 2021-041  | Lancio condiviso (rideshare payload): un satellite per telerilevamento radar per conto della Capella Space, e un satellite per l'osservazione della Terra, Tyvak 0130, per conto della Tyvak Nano-Satellite Systems. |                  |                    |                     |                         |                    |                    |             |
| 29        | v1.0 L28    | 2021-044  | 26 Maggio 2021, 18:59 | F9 B5 ♺ B1063.2  | CCAFS SLC-40       | 550                 | 53.0°                   | 60                 | 60                 | Riuscito    |
| –         | v1.0 Tr-2   | 2021-057  | 30 Giugno 2021, 19:31 | F9 B5 ♺ B1060.8  | CCAFS SLC-40       | 560                 | 97.5°                   | 3                  | 3                  | Riuscito    |
| –         | v1.0 Tr-2   | 2021-057  | Parte di Transporter-2 (SmallSat Rideshare Mission 2). Secondo lancio di satelliti Starlink in orbita polare. |                  |                    |                     |                         |                    |                    |             |
| 30        | v2.1 L29    | N.D.      | 14 Settembre 2021, 4:55 | F9 B5 ♺          | Vandenberg, SLC-4E | 570                 | 70.0°                   | 51                 | 51                 | Riuscito    |
| 31        | v1.0 L30    | N.D.      | Agosto 2021 | F9 B5 ♺          | Vandenberg, SLC-4E | 570                 | 70.0°                   | 60                 | N.D.               | Programmato |
| 32        | v1.0 L31    | N.D.      | Settembre 2021 | F9 B5 ♺          | Vandenberg, SLC-4E | 570                 | 70.0°                   | 60                 | N.D.               | Programmato |
| 33        | v1.0 L32    | N.D.      | 2021 | F9 B5 ♺          | N.D.               | N.D.                | N.D.                    | 60                 | N.D.               | Programmato |
| 34        | v1.0 L33    | N.D.      | 2021 | F9 B5 ♺          | N.D.               | N.D.                | N.D.                    | 60                 | N.D.               | Programmato |
| 35        | v1.0 L34    | N.D.      | N.D. | F9 B5 ♺          | N.D.               | N.D.                | N.D.                    | 60                 | N.D.               | Programmato |

Numero di satelliti Starlink in orbita da maggio 2019

- Satelliti lanciati (11 Febbraio 2022): 2091[24]
- Satelliti deorbitati o non funzionanti (11 Febbraio 2022): 239[24]
- Satelliti operativi (11 Febbraio 2022): 1852[24]

## Disponibilità per paese
Al fine di offrire servizi satellitari su qualsiasi stato nazionale, le normative ITU e i trattati internazionali di lunga data richiedono che i diritti di esercizio siano concessi dalla giurisdizione di ciascun paese. Di conseguenza, anche se la rete SpaceX Starlink ha una portata quasi globale a latitudini inferiori a circa 60°, ad oggi i servizi a banda larga per le aree rurali non raggiunte, possono essere raggiunti solo in pochi paesi. SpaceX inoltre si riserva di avere operazioni commerciali e considerazioni economiche che regolamentano le tempistiche, in quale ordine e in quali paesi viene offerto per primo il servizio Starlink. Ad esempio, SpaceX ha richiesto formalmente l'autorizzazione per il Canada nel giugno 2020, l'autorità di regolamentazione canadese l'ha approvata nel novembre 2020 ma SpaceX ha lanciato il servizio due mesi dopo, nel gennaio 2021.
| Continente       | Nazione       | Lancio         | Stato |
| ---------------- | ------------- | -------------- | ----- |
| America del Nord | Stati Uniti   | Marzo 2020     | Beta  |
| America del Nord | Canada        | Dicembre 2020  | Beta  |
| Europa           | Regno Unito   | Marzo 2021     | Beta  |
| Europa           | Germania      | Marzo 2021     | Beta  |
| Oceania          | Nuova Zelanda | Aprile 2021    | Beta  |
| Oceania          | Australia     | Aprile 2021    | Beta  |
| Europa           | Francia       | Maggio 2021    | Beta  |
| Europa           | Austria       | Maggio 2021    | Beta  |
| Europa           | Paesi Bassi   | Maggio 2021    | Beta  |
| Europa           | Belgio        | Maggio 2021    | Beta  |
| America del Sud  | Cile          | Luglio 2021    | Beta  |
| America del Nord | Messico       | Ottobre 2021   | Beta  |
| Europa           | Italia        | Settembre 2021 | Beta  |
| Europa           | Ucraina       | Febbraio 2022  | Beta  |

## Specifiche tecniche

### Principio di funzionamento di Internet via satellite
Internet via satellite utilizza satelliti di telecomunicazione per collegare l'utente alla rete Internet. Consente l'accesso a Internet da un luogo non servito da reti terrestri (anche in mare, nel deserto, in aperta campagna) o a velocità ridotta per l'assenza di fibra ottica o per la distanza dalle centrali di telecomunicazione. Garantisce una maggiore affidabilità del servizio perché non dipende dagli intermediari. Gli attuali fornitori di servizi Internet via satellite, come Viasat o HughesNet, utilizzano attualmente satelliti in orbita geostazionaria. Questi satelliti hanno il vantaggio di poter servire quasi un terzo dell'emisfero rimanendo permanentemente sopra la stessa regione (il loro periodo di rivoluzione è uguale al periodo di rotazione della Terra e sono in orbita circolare equatoriale). Un unico satellite è sufficiente a servire l'intera area con l'unico limite del numero di utenti che utilizzano il servizio contemporaneamente. L'uso dell'orbita geostazionaria non ha solo vantaggi. L'altitudine del satellite deve essere di 36000 km, il che comporta un notevole ritardo nella circolazione dei segnali tra la stazione terrestre, il satellite e tra quest'ultimo e il terminale dell'utente Internet. Il tempo di latenza, che può raggiungere i 600 ms, riduce significativamente la reattività durante le videochiamate (videoconferenza) o l'utilizzo di giochi online.

### Starlink: una costellazione in orbita bassa
SpaceX propone di abbassare significativamente l'altitudine dei satelliti utilizzati in modo da eliminare il tempo di latenza. Tuttavia, una quota bassa presenta due svantaggi. Il satellite non è più fisso su un'area, ma orbita rapidamente ed è visibile solo da un'area molto più limitata della superficie terrestre. Per garantire la copertura globale, la costellazione di Starlink consiste in una prima flotta di 4425 satelliti che saranno impiegati ad un'altitudine compresa tra 1150 e 1325 km. Ogni satellite sarà visibile da terra entro un raggio di 1060 km con un'elevazione di almeno 40°. La connessione Internet di un determinato utente sarà assicurata da una serie di satelliti che orbitano ad alta frequenza. Per garantire il coordinamento, i satelliti comunicheranno tra loro tramite collegamento laser. Una volta realizzata questa costellazione, SpaceX prevede di lanciare circa 7518 satelliti in un'orbita più bassa (340 km) per garantire un elevato livello di velocità, aumentando la capacità del sistema e competere con i servizi forniti dalle reti terrestri.
La costellazione di Starlink dovrebbe essere composta da 12000 satelliti su tre orbite entro la metà degli anni 2020: 1600 satelliti saranno posizionati ad un'altitudine di 550 km, 2800 satelliti che trasmettono nelle bande Ku e Ka opereranno ad un'altitudine di 1150 km e circa 7500 satelliti che trasmettono nella banda V saranno posizionati ad un'altitudine di 340 km. La banda V (da 40 a 75 GHz), che si trova immediatamente dopo la banda Ka (da 12 a 40 GHz), non è stata ancora utilizzata per telecomunicazioni ed è quindi sperimentale. Questa gamma di frequenza è considerata promettente perché consente flussi molto ampi ma è sensibile alle fluttuazioni meteorologiche (pioggia, maltempo) e richiede soluzioni che minimizzino i disservizi.

### Caratteristiche dei satelliti
I primi due prototipi lanciati nel febbraio 2018 hanno dimensioni di 1,1 × 0,7 × 0,7 m³ durante il lancio e comprendono due pannelli solari di 2 × 8 m² che vengono aperti in orbita. I satelliti lanciati nel maggio 2019, che sono ancora prototipi e non hanno il collegamento inter-satellite per il funzionamento della rete Internet, hanno una massa di 227 chilogrammi. Il satellite ha una forma molto appiattita, probabilmente rettangolare. La piattaforma è dotata di propulsori ad effetto Hall (motori che sfruttano l'energia fornita dai pannelli solari) che producono la loro spinta espellendo kripton. Questi propellenti sono utilizzati per posizionare il satellite, che viene fatto salire da un'orbita di dispiegamento iniziale di 290 km fino alla sua orbita operativa (550 km), per mantenere l'orientamento del satellite durante la sua vita operativa, e per abbassare l'orbita alla fine della sua vita per accelerare il rientro in atmosfera e non ostruire l'orbita bassa. Il carico utile include quattro antenne phased array a fase piatta per uplink e downlink. I satelliti operativi nell'orbita più alta trasmettono in banda Ku.

### Infrastruttura terrestre
Il collegamento tra i satelliti e la rete Internet passa attraverso stazioni terrestri che saranno distribuite su tutto il pianeta. SpaceX ha depositato presso la Federal Communications Commission degli Stati Uniti una domanda per l'installazione di fino a un milione di stazioni di terra.

### Terminali utente e prestazioni
Secondo le informazioni fornite nel 2017, l'utente stabilirà il collegamento alla rete satellitare utilizzando un terminale che dovrebbe avere le dimensioni di un microcomputer. Il livello di velocità target è di 1 Gbit/s con un tempo di latenza tra 25 e 35 ms rispetto a 600 ms dei collegamenti Internet via satellite attuali e 10 ms per i collegamenti forniti dai migliori provider Internet che impiegano una rete terrestre.
Nel giugno 2020 alcuni terminali utente sono stati avvistati in prossimità dell'impianto di produzione Starship a Boca Chica Village, Texas. L'antenna del dispositivo, descritto come "la più grande sfida che ostacola il successo di Starlink" da Gwynne Shotwell ed Elon Musk, si presenta come "un UFO (disco volante) sopra un bastone"

### Installazioni a terra
I satelliti sono prodotti in un impianto SpaceX a Redmond, Washington che ospita le attività di ricerca, sviluppo, produzione e controllo in orbita della costellazione.

## Storia dettagliata

### 2015-2017

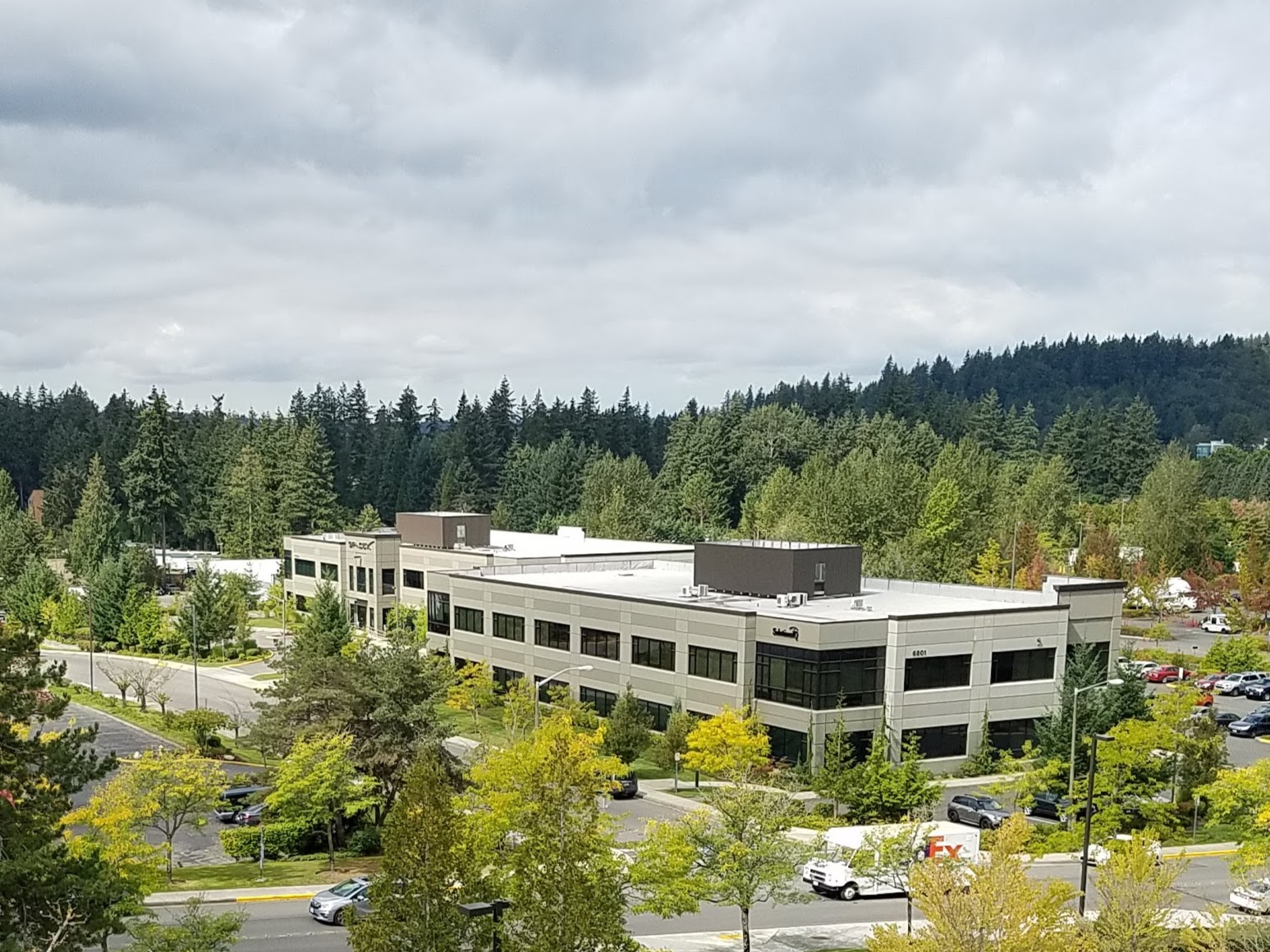
La struttura di sviluppo satellitare SpaceX, Redmond, Washington, in uso dal 2015 alla metà del 2018.

Il progetto Starlink è stato annunciato nel gennaio 2015. La larghezza di banda prevista dovrebbe essere sufficiente a trasportare fino al 50% di tutto il traffico di comunicazione backhaul e fino al 10% del traffico Internet locale nelle città ad alta densità. Elon Musk, CEO di SpaceX, sostiene che vi sia una significativa domanda non soddisfatta di servizi a banda larga a basso costo in tutto il mondo.
L'inaugurazione di uno stabilimento dedicato allo sviluppo e costruzione della nuova rete di comunicazione ubicato Starlinng presso Redmond è stata annunciata da SpaceX nel gennaio 2015. All'epoca, l'ufficio della zona di Seattle prevedeva di assumere circa 60 ingegneri e forse 1000 persone negli anni successivi. Alla fine del 2016 l'azienda gestiva 2 800 metri quadrati di spazi in affitto e, nel gennaio 2017, ha acquisito un secondo stabilimento di 3 800 metri quadrati, entrambi a Redmond. Nell'agosto 2018, SpaceX ha consolidato tutte le sue operazioni nell'area di Seattle e si è trasferito in un più grande edificio a tre edifici presso il Redmond Ridge Corporate Center per supportare la produzione di satelliti oltre alla ricerca e sviluppo.
Nel luglio 2016, SpaceX ha acquistato uno spazio dedicato alla progettazione di 740 metri quadrati a Irvine, California (contea di Orange). Le offerte di lavoro di SpaceX per la sede di Irvine includevano posizioni con competenze nella elaborazione del segnale, lo sviluppo RFIC e ASIC.
Nel gennaio 2016, la società ha annunciato la sua intenzione di far volare due prototipi di satelliti nello stesso anno e di lanciare in orbita e rendere operativa la costellazione intorno al 2020. Nell'ottobre 2016, SpaceX aveva sviluppato i primi satelliti che sperava di lanciare e testare nel 2017, ma la divisione satelliti si è concentrata su una grande sfida commerciale: realizzare un progetto che fosse abbastanza economico in termini di costi, mirando a qualcosa che potesse essere facilmente installato dagli utenti privati per circa 200 dollari. Nel complesso, Gwynne Shotwell, direttrice di SpaceX, dichiarò all'epoca che il progetto era ancora in fase di "progettazione, in quanto l'azienda stava cercando di risolvere i problemi legati al costo dei terminali per gli utenti". Il lancio, se attuato, sarebbe avvenuto solo "alla fine di questo decennio o all'inizio del prossimo". I due satelliti di prova originali non sono stati lanciati e sono stati utilizzati solo a terra. La previsione di lancio per i due satelliti fu posticipata al 2018.
Nel novembre 2016, SpaceX ha presentato alla FCC la richiesta di un "sistema satellitare non geostazionario in orbita (NGSO) per il servizio via satellite in orbita fissa utilizzando le bande di frequenza Ku e Ka".
Nel marzo 2017, SpaceX ha presentato alla FCC i piani per la messa in servizio di un secondo guscio orbitale di oltre 7500 "satelliti in banda V in orbite non geosincrone per fornire servizi di comunicazione" in uno spettro elettromagnetico non ancora ampiamente utilizzato dai servizi di comunicazione commerciale. Chiamato "Low Earth Orbit Constellation in V-Band (LEO)", comprenderà 7518 satelliti e sarà in orbita a soli 340 chilometri di altitudine, mentre il piccolo gruppo inizialmente previsto di 4425 satelliti opererà nelle bande Ka- e Ku e in orbita a 1200 chilometri. I piani di SpaceX erano insoliti in due aree: l'azienda intendeva utilizzare la banda V dello spettro delle comunicazioni, poco utilizzata, e utilizzare un nuovo regime orbitale, il regime di orbita terrestre molto bassa di ~340 km di altitudine, dove la resistenza atmosferica è piuttosto elevata, che normalmente si traduce in un decadimento dell'orbita rapido. SpaceX non ha reso pubblica la specifica tecnologia di volo spaziale che intende utilizzare per affrontare l'ambiente ad alta resistenza di VLEO. Il piano del marzo 2017 prevedeva che SpaceX lanciasse i primi satelliti di test Ka/Ku nel 2017 e 2018 e che iniziasse a lanciare la costellazione operativa nel 2019. La costruzione completa della costellazione di ~1200 km di ~4440 satelliti non dovrebbe essere completata fino al 2024.
Nel 2015-2017 sono nate alcune controversie con le autorità di regolamentazione (FCC) in merito alla concessione di licenze per lo spettro delle comunicazioni per grandi costellazioni di satelliti. La normativa tradizionale e storica in materia di licenze di spettro è che gli operatori satellitari possono "lanciare un unico veicolo spaziale per rispettare la scadenza per la messa in servizio, una politica che consente a un operatore di bloccare l'uso di preziose frequenze radio per anni senza impiegare la propria flotta".
Nel 2017, l'autorità di regolamentazione statunitense (FCC) ha fissato un termine di sei anni per il lancio di un'intera grande costellazione per soddisfare le condizioni di licenza. L'organismo internazionale di regolamentazione, l'Unione internazionale delle telecomunicazioni, ha suggerito un approccio molto meno restrittivo a metà del 2017. Nel settembre 2017, Boeing e SpaceX hanno chiesto alla FCC statunitense una deroga alla regola dei 6 anni, ma alla fine non è stata concessa. Nel 2019, la FCC ha imposto la seguente regola: metà della costellazione deve essere in orbita in sei anni, e l'intero sistema in orbita in nove anni dalla data di rilascio della licenza.
SpaceX ha brevettato il nome Starlink per la sua rete satellitare a banda larga nel 2017.
Alla fine del 2017 SpaceX ha depositato i documenti presso l'FCC statunitense per chiarire il suo piano di mitigazione dei detriti spaziali. L'azienda "attuerà un piano operativo per il de-orbiting controllato dei satelliti verso la fine della loro vita utile (circa 5-7 anni) ad un ritmo molto più veloce di quanto richiesto dagli standard internazionali. I satelliti si deorbiteranno spingendosi in un'orbita distruttiva dalla quale cadranno nell'atmosfera terrestre entro un anno dalla fine della loro missione". Nel marzo 2018, la FCC ha rilasciato l'approvazione a SpaceX a determinate condizioni. SpaceX dovrebbe ricevere l'approvazione separata dell'UIT, ma la FCC ha appoggiato la richiesta della NASA di chiedere a SpaceX di raggiungere un livello di affidabilità di deorbitazione ancora più elevato di quello che la NASA ha usato in precedenza per se stessa: disorbitare in modo affidabile il 90% dei satelliti una volta che le loro missioni sono state completate.

### 2018-2019
Nel maggio 2018, SpaceX prevedeva un costo totale di sviluppo e costruzione della costellazione di circa 10 miliardi di dollari. A metà del 2018, SpaceX ha riorganizzato la divisione sviluppo satelliti a Redmond e ha licenziato diversi dirigenti di alto livello.
Nel novembre 2018, SpaceX ha ricevuto l'approvazione delle autorità di regolamentazione statunitensi per l'installazione di 7518 satelliti a banda larga, in aggiunta ai 4425 precedentemente approvati. I primi 4425 satelliti di SpaceX sono stati richiesti nei documenti normativi del 2016 per essere messi in orbita ad altitudini che vanno da 1110 km a 1325 km, ben al di sopra della ISS. La nuova autorizzazione è stata concessa per l'aggiunta di una costellazione di 7 518 satelliti in orbita terrestre molto bassa (NGSO) che operano ad altitudini comprese tra 335 km e 346 km al di sotto della ISS. Sempre a novembre, SpaceX ha depositato nuovi documenti normativi presso l'FCC statunitense chiedendo la possibilità di modificare la licenza precedentemente concessa per operare circa 1600 dei 4425 satelliti in banda Ka/Ku approvati per l'esercizio a 1150 km in un "nuovo guscio orbitale della costellazione" a soli 550 km di altitudine. Questi satelliti funzionerebbero effettivamente in una terza orbita, un'orbita di 550 km, mentre le orbite sopra e sotto i ~1200 km e i ~340 km verrebbero utilizzati solo in un secondo tempo, una volta che un dispiegamento di satelliti significativamente più ampio sarebbe stato possibile negli ultimi anni del processo di lancio. La FCC ha approvato la richiesta nell'aprile 2019, approvando il posizionamento di quasi 12000 satelliti in tre gusci orbitali: prima circa 1600 in un guscio di 550 km, poi circa 2 800 satelliti in banda Ku e Ka a 1150 km e circa 7500 satelliti in banda V a 340 km.
Data l'esistenza di piani di diversi fornitori per la costruzione di megacostellazioni commerciali di migliaia di satelliti, l'Aeronautica Militare statunitense ha iniziato a condurre studi di prova nel 2018 per valutare possibilità di utilizzo di queste reti. Nel mese di dicembre, l'aviazione statunitense ha emesso un contratto da 28 milioni di dollari per servizi di test specifici su Starlink.
Nell'aprile 2019, SpaceX stava per passare dalla fase di ricerca e sviluppo alla produzione in serie dei propri satelliti, con il primo lancio previsto di un grande lotto di satelliti in orbita e la chiara necessità di raggiungere una velocità media di lancio di 44 satelliti ogni mese per 60 mesi per poter rispettare la concessione di licenze per le frequenze FCC che impongono di rendere operativa metà costellazione (2 200 satelliti) entro 6 anni dal rilascio della concessione. SpaceX afferma di poter rispettare i termini di licenza lanciando metà della costellazione "in orbita entro sei anni dall'autorizzazione... e il sistema completo entro nove anni".
Venerdì 24 maggio 2019, il lancio dei primi 60 satelliti è avvenuto con successo.

### 2020
Martedì 7 gennaio 2020, lanciati con successo i secondi 60 satelliti.
Il 31 gennaio 2020, SpaceX lancia altri 60 satelliti in orbita, ottenendo così una costellazione di 240 satelliti (la più grande flotta mondiale di satelliti commerciali).

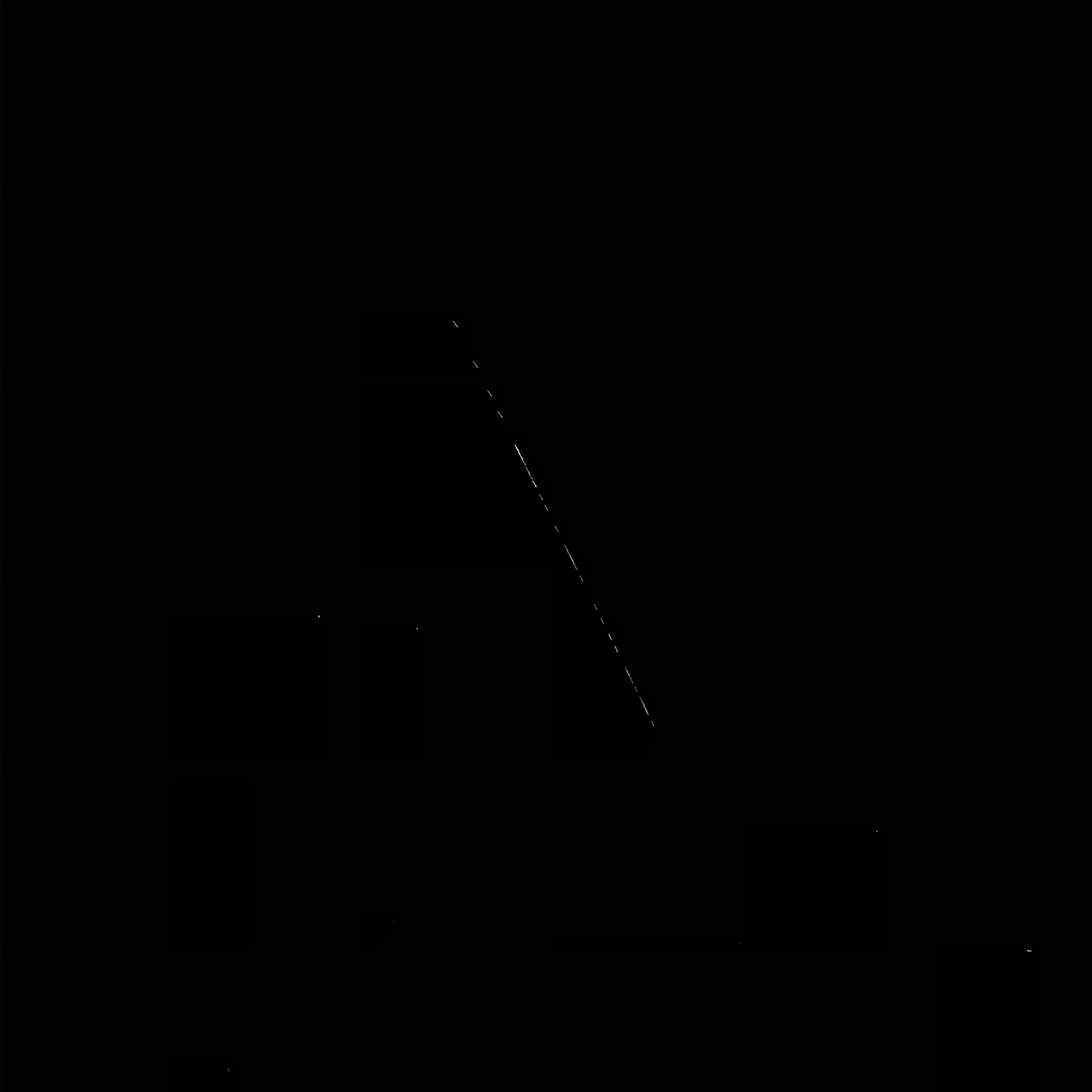
Satelliti della missione SpaceX Starlink 6 in passaggio sopra Cervinia, Italia il 24 aprile 2020 e visibili a occhio nudo

### 2021
A gennaio 2021 è disponibile in beta in alcune zone di Stati Uniti, Canada e Regno unito.
A partire da febbraio 2021 è possibile preordinare il kit di connessione ad internet anche in Italia.

### 2022
A partire da febbraio 2022, dopo l'appello del vice primo ministro dell'Ucraina Mykhailo Fedorov, il servizio di Starlink è disponibile in Ucraina.

## Controversie

### Sui detriti spaziali
La moltiplicazione dei satelliti lanciati per costruire la costellazione fa temere che il numero potenziale di detriti spaziali che potrebbero essere generati da questo tipo di progetto aumenti e possa portare alla sindrome di Kessler.

### Sull'inquinamento luminoso spaziale del cielo notturno
Questa moltitudine di satelliti, soprattutto se si considerano tutti i progetti in corso di realizzazione, Starlink di Space-X (12 000 satelliti), Kuiper di Amazon.com (3 250 satelliti), OneWeb (650 satelliti), ecc. solleva il problema dell'inquinamento luminoso spaziale del cielo notturno, che si aggiungerà all'inquinamento luminoso terrestre anche a causa della loro superficie altamente riflettente. La comunità astronomica ha svolto diversi incontri sui problemi che le moltitudini di satelliti artificiali causerebbero alle osservazioni notturne, in particolare modo alle indagini osservative ad ampio campo visivo. L'astrofisico Roberto Trotta della Scuola Internazionale Superiore di Studi Avanzati di Trieste ha patrocinato il progetto LIBRA, che mira a sensibilizzare la popolazione su questo rischio tramite uno spettacolo olografico con video mapping realizzato da Gigi Funcis.

## Sistemi simili o concorrenti
- Globalstar – una costellazione di satelliti operativi in orbita terrestre bassa (LEO) per telefoni satellitari e comunicazioni di dati a bassa velocità.
- Iridium – una costellazione operativa di satelliti LEO per il servizio di telefonia satellitare globale.
- Progetto Kuiper – una costellazione Internet di 3236 satelliti in orbita terrestre bassa in progetto da una sussidiaria di Amazon.[139]
- O3b – una costellazione in orbita terrestre media (MEO) che copre la regione equatoriale.
- OneWeb – concorrente per una costellazione Internet in orbita terrestre bassa.
- Orbcomm – una costellazione operativa di 29 satelliti per telecomunicazione utilizzata per fornire servizi di messaggistica e monitoraggio delle risorse globali in orbita terrestre bassa, 775 km.
- Project Loon – progetto per l'accesso a internet da palloni aerostatici nella stratosfera.